# Sint-Bavokerk (Wilrijk)

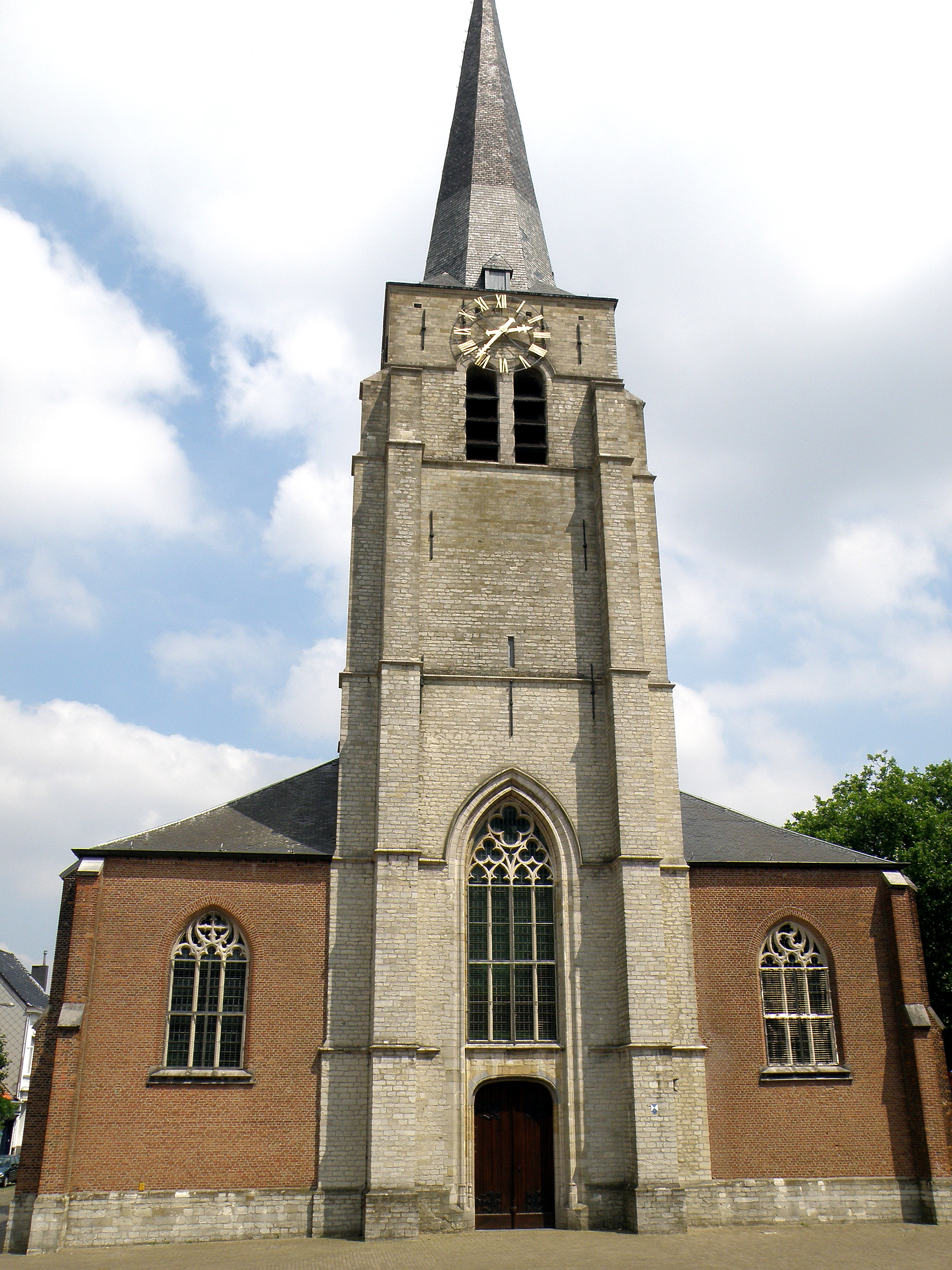
Sint-Bavokerk

De Sint-Bavokerk is een parochiekerk in de tot de gemeente Antwerpen behorende plaats Wilrijk, gelegen aan de Sint-Bavostraat 18.

## Geschiedenis
De ouderdom van de parochie is niet bekend. Mogelijk was er aanvankelijk een kapel bij het huis Steytelinck. Een document uit 1003 geeft aan dat het patronaatsrecht en het tiendrecht van de parochie toebehoorde aan de Sint-Baafsabdij te Gent.
Tijdens de 11e en/of 12e eeuw werd een romaans kerkje in steen gebouwd. In de loop van de 15e eeuw werd dit vervangen door een gotisch bouwwerk, dat regelmatig beschadigd of verwoest werd, zoals in 1579 door de troepen van Willem van Oranje, toen de kerk vrijwel geheel vernietigd werd.
In 1610-1615 werd de kerk herbouwd. In 1841-1842 werd hij vrijwel helemaal gesloopt en een nieuwe werd gebouwd, waarvan het koor pas in 1849 gereed kwam. Gespaard werd de gotische toren, die mogelijk begin 16e eeuw werd gebouwd en in 1729 werd gerestaureerd.
De kerk werd beschadigd tijdens de Tweede Wereldoorlog, en hersteld in 1945.

## Gebouw
Het betreft een georiënteerd bakstenen driebeukig kerkgebouw met ingebouwde westtoren en driezijdig afgesloten koor. De 56 meter hoge toren is van zandsteen en heeft zes geledingen. Schip en koor zijn neogotisch.

## Interieur
Het interieur wordt overkluisd door een tongewelf.
Het schilderij 'Calvarie met Maria Magdalena' is door J.P. Ykens in 1701 geschilderd. Uit de 2e helft van de 17e eeuw stammen beelden van Sint-Ambrosius en Sint-Bavo, uitgevoerd in gepolychromeerd hout.
Het hoofdaltaar is van 1690-1692. Het noordelijk Onze-Lieve-Vrouwe altaar is van 1724-1725. Het zuidelijk Sint-Jozefsaltaar is van 1738-1739. Twee biechtstoelen zijn van 1729-1730. De preekstoel is van 1701.
Het orgel, van 1711, werd vervaardigd door Jean-Baptiste Forceville en meermaals hersteld. In 1937 werd het vervangen door een nieuw orgel met behoud van de oorspronkelijke orgelkast. Dit werd vervaardigd door de firma d'Hondt.